# Fissidens macroglossus
Fissidens macroglossus là một loài Rêu trong họ Fissidentaceae. Loài này được (Broth.) Brugg.-Nann. mô tả khoa học đầu tiên năm 1997.